# Caramanduca
La caramanduca (denominada también caramandunga o karamanduka) es una especie de galleta de la gastronomía peruana, concretamente de la ciudad de Lima. Son también conocidas como revolución caliente y eran vendidas de forma ambulante por pregoneros.

## Descripción
La caramanduca es una pasta fina, pequeña y muy tostada que se solía confeccionar en moldes de diversas formas. Generalmente son de forma cúbica y se elaboran con la masa sobrante de los bizcochos. Sus ingredientes principales son azúcar, clavo de olor y canela. Su característica principal es su dureza, con lo cual hace un distintivo ruido al consumirse (típicamente se le conoce como «rechinar la muela») originando la frase usada como parte del pregón que las acompañaba al venderlas al atardecer: música para las muelas.
Con el tiempo lo que era una galleta crujiente y pequeña mutó su nombre al de «revolución caliente», mientras que lo que se conoce hoy como caramanduca se refiere a una especie de pan dulce muy pequeño, redondo, de menor dureza que la original galleta y —por la compactación de la masa al enrollar— compacto.

## Historia
El tradicionalista peruano Ricardo Palma se refiere a las caramanducas cuando describe los pregones en Tradiciones Peruanas (1883), mencionando que:

A las cinco [de la tarde] chillaban el jazminero, el de las karamanducas y el vendedor de flores de trapo que gritaba: "¡ jardín, jardín, muchacha..¿no hueles?"
Ricardo Palma. Tradiciones Peruanas.

Ricardo Palma

¡Revolución caliente, música para los dientes,

azúcar, clavo y canela… ¡Para rechinar las muelas!…

¡Revolución!

Otro pregón recogido por Benvenutto Murrieta dice:

Caramanduca caliente

música para los dientes

a dos centavos ¡caliente!